# Laboissière-en-Thelle
Laboissière-en-Thelle ist eine französische Gemeinde mit 1.330 Einwohnern (Stand: 1. Januar 2022) im Département Oise in der Region Hauts-de-France. Die Gemeinde liegt im Arrondissement Beauvais und ist Mitglied der Communauté de communes des Sablons und des Kantons Chaumont-en-Vexin.

## Geographie

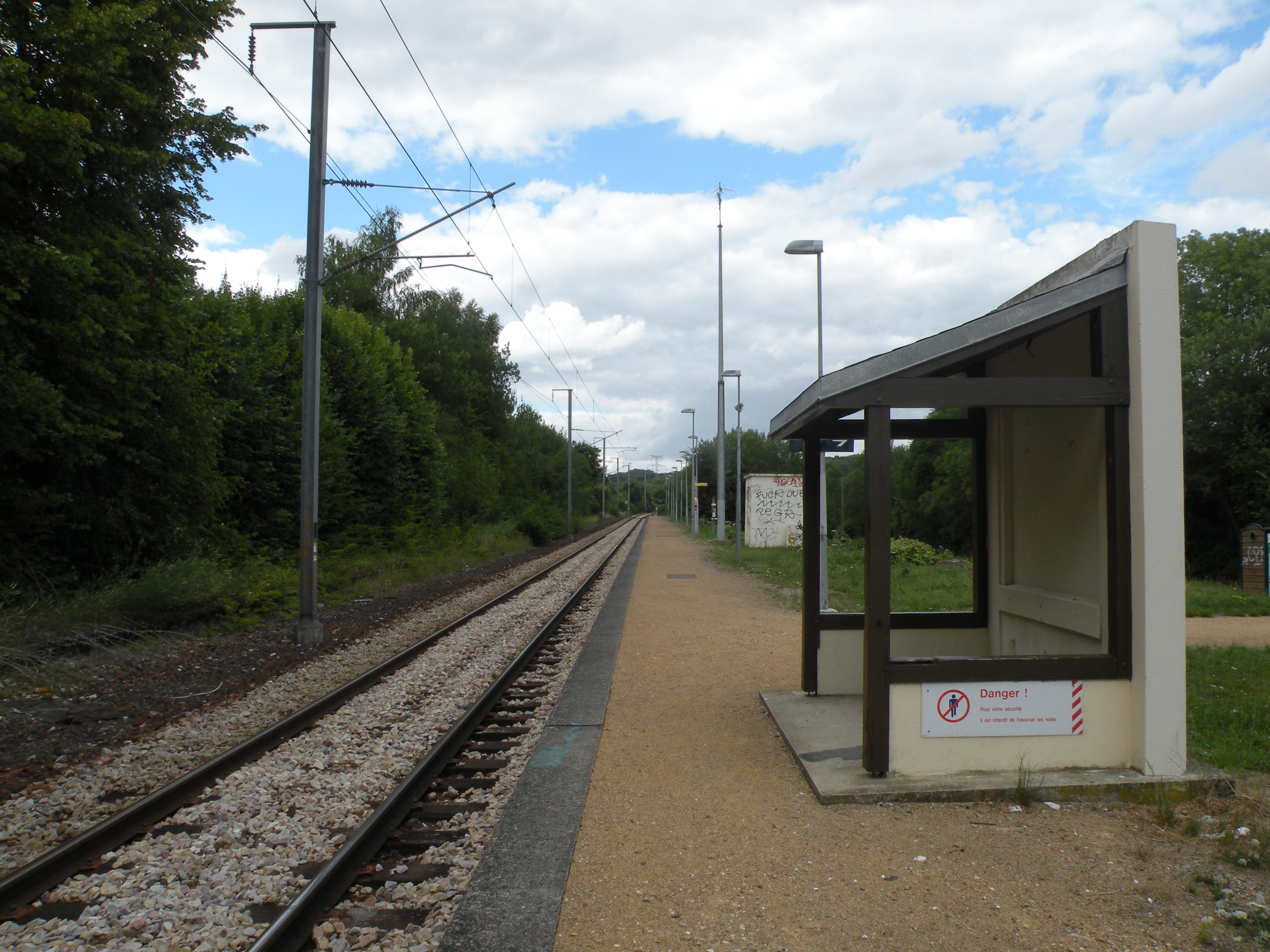
Der Bahnsteig heute

Die von der Bahnstrecke von Paris nach Beauvais und weiter nach Le Tréport durchzogene Gemeinde am Rand der Hochfläche des Pays de Thelle mit den Ortsteilen Parfondeval (dort der Bahnhof Laboissière-Le Déluge) und Crèvecœur liegt rund acht Kilometer nördlich von Méru und sieben Kilometer südwestlich von Noailles.

## Geschichte
Im Zweiten Weltkrieg war der Ort Garnison für rund eintausend deutsche Soldaten, als Hermann Göring in Le Coudray-sur-Thelle sein Hauptquartier errichtete.

## Einwohner
| 1962 | 1968 | 1975 | 1982 | 1990 | 1999 | 2006 | 2011 |
| ---- | ---- | ---- | ---- | ---- | ---- | ---- | ---- |
| 552  | 588  | 627  | 730  | 1103 | 1257 | 1262 | 1274 |

## Verwaltung

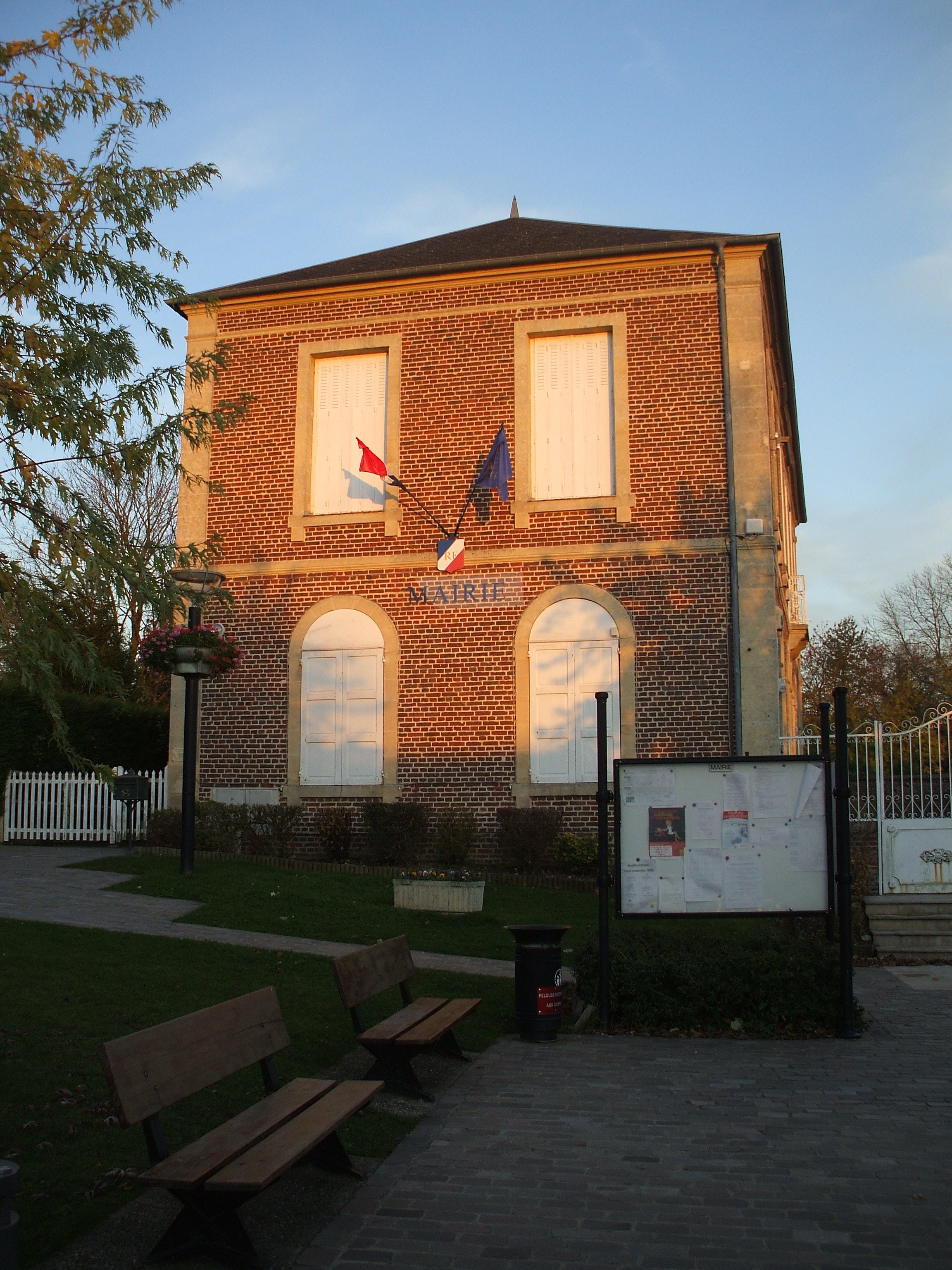
Mairie Laboissière-en-Thelle

Bürgermeister (maire) ist seit 2003 Jean-Jacques Thomas.

## Sehenswürdigkeiten
- aus Feuerstein errichtete einschiffige Kirche Saint-Denis mit fünfeckigem Chor mit Täfelung im Stil Louis-seize und zwei Seitenkapellen[1]
- Mehrere Häuser im Stil der Longère picarde
- Kriegerdenkmal